# Les grands mystères
Les grands mystères – list apostolski papieża Jana Pawła II wydany 1 maja 1984, w którym zawarty został apel o modlitwę za Liban.
Oficjalny tekst został opublikowany w języku francuskim.
Krótki dokument papieski zaadresowany został do biskupów. W pierwszych słowach Jan Paweł II przypomniał o radości, jaką było przeżywanie Wielkanocy. Niestety radość zostaje przyćmiona dziesięcioletnim konfliktem na terenie Libanu. W liście papież prosi o pamięć w modlitwie za wspólnotę chrześcijańską w Libanie, za niechrześcijań z Libanu i za wszystkich, którzy mogą pomóc w szybkim zażegnaniu walk, by mógł zapanować trwały pokój. Sprawę Libanu papież polecił w ostatnich słowach listu wstawiennictwu Matki Bożej.